# Dogs Don't Wear Pants
Dogs Don't Wear Pants (em finlandês: Koirat eivät käytä housuja) é um filme finlandês de 2019, dos gêneros drama erótico e humor ácido dirigido por Jukka-Pekka Valkeapää e estrelado por Pekka Strang e Krista Kosonen. Sua primeira exibição ocorreu na Quinzena dos Realizadores durante o Festival de Cannes 2019.
O filme foi sucesso de crítica e ganhou diversos prêmios, incluindo seis Jussi Awards nas categorias de Melhor Ator, Melhor Fotografia, Melhor Edição, Melhor Edição de Som, Melhor Música e Melhor Maquiagem.
O título do filme, que em português significa "cachorros não vestem calças", é baseado numa cena dos dois protagonistas em que a dominatrix está tratando seu submisso como um cachorro e diz o título do filme ao ordenar que ele tire as calças.

## Enredo
Juha perde sua esposa num acidente em que ela acaba se afogando. Sete anos após a tragédia, enquanto cria sua filha sozinho, ele ainda sente-se abalado e incapaz de conectar-se com as pessoas. Mas sua vida é transformada após conhecer Mona, uma dominatrix. A partir daí Juha começa a desenvolver uma forte e inesperada conexão com ela e se vê entrando no mundo do BDSM.
Juha passa a utilizar as práticas BDSM, em especial práticas sadomasoquistas envolvendo asfixia erótica, como uma terapia para ajudar a superar o trauma que foi ver sua esposa morrer afogada. Mas essa terapia aos poucos vai se tornando um vício e Mona fica preocupada em ver o quão longe Juha é capaz de ir com sua obsessão para alcançar o prazer que deseja.

## Elenco
- Pekka Strang como Juha. Um cirurgião cardíaco viúvo que não vê mais sentido na vida até conhecer uma dominatrix chamada Mona.
- Krista Kosonen como Mona. Uma dominatrix profissional que também trabalha como fisioterapeuta e que introduz Juha no mundo do BDSM.
- Ilona Huhta como Elli. Uma adolescente que toca bateria numa banda. Ela é filha única de Juha e perdeu a mãe quando ainda era criança.
- Jani Volanen como Pauli. Colega de trabalho e amigo de Juha.
- Oona Airola como Satu. Professora de música de Elli.
- Iiris Anttila como uma amiga de Mona que trabalha como body piercer e tatuadora.
- Ester Geislerová como esposa de Juha e mãe de Elli que vem a falecer após um afogamento.

## Produção
Juhana Lumme e Aleksi Bardy vinham desenvolvendo um roteiro por muitos anos, que na época era conhecido pelo nome de "Mona". No entanto, o projeto não avançou de forma satisfatória. Em 2014, Bardy entregou o roteiro de Lumme à Jukka-Pekka Valkeapää, que recebeu a liberdade de modificá-lo de forma independente. Valkeapää considerou o roteiro muito sombrio e acrescentou elementos de humor ácido a ele. Ele manteve a ideia original da história, mas reescreveu todos os personagens, eventos e reviravoltas da trama.
De acordo com Valkeapää, o filme estava pronto para ser gravado já em 2016, mas os trabalhos não puderam ser iniciados naquela época. O filme chegou a ser rejeitado duas vezes pela Suomen elokuvasäätiö (SES), fundação que apoia e desenvolve a produção, distribuição e exibição de filmes finlandeses. As rejeições ocorreram devido ao fracasso comercial dos filmes anteriores de Valkeapää e isso acabou afetando negativamente no financiamento de Dogs Don't Wear Pants. Eventualmente, o filme foi desenvolvido em uma coprodução internacional da qual a SES ajudou a financiar ao lado da Latvian National Film Centre, Riga Film Fund e Yle.
Dogs Don't Wear Pants contou com um orçamento de 1 421 516 euros. Sendo que 720 000 euros desse orçamento foram enviados pela SES para o desenvolvimento e produção do filme.

## Lançamento e recepção

### Festivais
O filme teve sua estreia mundial na seção Quinzena dos Realizadores dentro do Festival de Cannes em maio de 2019. A Quinzena dos Realizadores é uma seção independente realizada em paralelo com o repertório principal do festival, portanto, Dogs Don't Wear Pants não concorreu ao Palma de Ouro de melhor filme.
Nos meses seguintes, o filme participou em dezenas de festivais de cinema em diversas partes do mundo, incluindo Europa, América do Norte, Ásia e Austrália, recebendo prêmios no Festival Europeu de Cinema Fantástico de Estrasburgo, Festival Fantástico de Austin, TerrorMolins, Festival de Cinema de Sitges e Slash Filmfestival.

### Bilheteria
A estreia do filme nos cinemas finlandeses ocorreu em 1 de novembro de 2019. O filme obteve a melhor recepção do ano pela crítica nacional e com isso vários prêmios Jussi (a maior premiação do cinema finlandês) foram previstos pelos críticos. Em uma pesquisa com os críticos da Yle, a obra foi classificada como um dos melhores filmes finlandeses da década de 2010.
Ainda assim, sua bilheteria apresentou baixo desempenho no país, embora tenha superado rapidamente os números dos filmes anteriores do diretor Valkeapää. Até o fim de 2019, o filme já havia sido visto por 11 599 espectadores nos cinemas da Finlândia.
Ao todo, o filme foi vendido para ser exibido em mais de 30 países, incluindo Estados Unidos, Reino Unido, Rússia, Alemanha e Japão.

### Resposta da crítica
No site do agregador de críticas Rotten Tomatoes, o filme possui uma aprovação de 90% baseado em 29 análises, com uma nota média de 7,4/10. O consenso crítico do site diz: "Dogs Don't Wear Pants será muito intenso para muitos telespectadores, mas para aqueles que aguentam o castigo, há prazer na dor desse drama".

### Prêmios e indicações
Ao todo, Dogs Don't Wear Pants recebeu 12 prêmios e 10 indicações.
| Premiação                                                | Data da cerimônia      | Categoria                                | Vencedores e indicados | Resultado |
| -------------------------------------------------------- | ---------------------- | ---------------------------------------- | ---------------------- | --------- |
| Festival Fantástico de Austin                            | 26 de setembro de 2019 | Melhor Filme                             | Dogs Don't Wear Pants  | Venceu    |
| Festival de Cannes (Quinzena dos Realizadores)           | 25 de maio de 2019     | Label Europa Cinemas                     | Dogs Don't Wear Pants  | Indicado  |
| Festival de Cannes (Quinzena dos Realizadores)           | 25 de maio de 2019     | Prêmio Fipresci                          | Dogs Don't Wear Pants  | Indicado  |
| Festival de Cannes (Quinzena dos Realizadores)           | 25 de maio de 2019     | Prêmio SACD                              | Dogs Don't Wear Pants  | Indicado  |
| Festival de Cannes (Quinzena dos Realizadores)           | 25 de maio de 2019     | Prêmio Illy                              | Dogs Don't Wear Pants  | Indicado  |
| Festival Europeu de Cinema Fantástico de Estrasburgo     | 22 de setembro de 2019 | Prêmio do Júri de Melhor Filme Crossover | Dogs Don't Wear Pants  | Venceu    |
| Jussi Awards                                             | 14 de outubro de 2020  | Melhor Filme                             | Dogs Don't Wear Pants  | Indicado  |
| Jussi Awards                                             | 14 de outubro de 2020  | Melhor Ator                              | Pekka Strang           | Venceu    |
| Jussi Awards                                             | 14 de outubro de 2020  | Melhor Diretor                           | J.-P. Valkeapää        | Indicado  |
| Jussi Awards                                             | 14 de outubro de 2020  | Melhor Fotografia                        | Pietari Peltola        | Venceu    |
| Jussi Awards                                             | 14 de outubro de 2020  | Melhor Edição                            | Mervi Junkkonen        | Venceu    |
| Jussi Awards                                             | 14 de outubro de 2020  | Melhor Edição de Som                     | Micke Nyström          | Venceu    |
| Jussi Awards                                             | 14 de outubro de 2020  | Melhor Música                            | Michal Nejtek          | Venceu    |
| Jussi Awards                                             | 14 de outubro de 2020  | Melhor Maquiagem                         | Aija Beata Rjabovska   | Venceu    |
| Jussi Awards                                             | 14 de outubro de 2020  | Melhor Figurino                          | Sari Suominen          | Indicado  |
| Festival de Cine de Terror de Molins de Rei              | 15 de novembro de 2019 | Prêmio do Júri de Melhor Filme           | Dogs Don't Wear Pants  | Venceu    |
| Festival de Cine de Terror de Molins de Rei              | 15 de novembro de 2019 | Prêmio do Júri de Melhor Atriz           | Krista Kosonen         | Venceu    |
| Festival de Cine de Terror de Molins de Rei              | 15 de novembro de 2019 | Prêmio do Público de Melhor Filme        | Dogs Don't Wear Pants  | Indicado  |
| Festival Internacional de Cinema Fantástico de Neuchâtel | 13 de julho de 2019    | Melhor Filme Europeu                     | Dogs Don't Wear Pants  | Indicado  |
| Prêmio de Cinema do Conselho Nórdico                     | 27 de outubro de 2020  | Melhor Filme                             | Dogs Don't Wear Pants  | Indicado  |
| Festival de Cinema de Sitges                             | 13 de outubro de 2019  | Melhor Filme                             | Dogs Don't Wear Pants  | Venceu    |
| Slash Filmfestival                                       | 29 de setembro de 2019 | Melhor Filme                             | Dogs Don't Wear Pants  | Venceu    |